# Darcy Luzzatto
Darcy Loss Luzzatto (Pinto Bandeira, 27 de outubro de 1934 — Pinto Bandeira, 18 de maio de 2020) foi um professor, pesquisador, escritor, linguista e editor brasileiro, e uma das maiores autoridades sobre o dialeto talian.

## Educação
Fez estudos primários em Bento Gonçalves e Farroupilha, e com 18 anos mudou-se para Porto Alegre, onde se formou em Matemática pela Pontifícia Universidade Católica do Rio Grande do Sul, lecionando por muitos anos. Atuou como professor nos colégios Rosário, Júlio de Castilhos, Concórdia e Parobé e no curso pré-vestibular Mauá, do qual foi co-fundador e diretor. Publicou várias obras técnicas e didáticas. Encerrou sua carreira docente em 1977 para dedicar-se à editora que havia fundado em 1967, a Sagra Luzzatto, que publicava obras em talian ou bilíngues. Foi também editor da Universidade Federal do Rio Grande do Sul, presidiu a Câmara Rio-Grandense do Livro e fez parte da diretoria da Câmara Brasileira do Livro.
Destacado estudioso do processo de imigração italiana no Rio Grande do Sul, descendente de imigrantes e grande conhecedor do talian, foi um dos protagonistas dos estudos que levaram à fixação e normatização do dialeto, sendo autor de dicionários, gramáticas e outras publicações. Seus dicionários em particular são considerados entre as principais obras de referência em seu campo. Foi um dos fundadores e membro da Comissão de Estudo para Unificação Gráfica do Talian e membro do Grupo de Unificação da Língua Talian. Em 2006 participou dos trabalhos do I Seminário sobre a Criação do Livro de Línguas, organizado pela Comissão de Educação, Cultura e Desportos da Câmara de Deputados do Brasil, quando defendeu o tombamento do dialeto. Foi então criado um grupo de trabalho interdisciplinar e interministerial para estudar medidas de reconhecimento e valorização da diversidade linguística do Brasil, na qual foi incluída a antiga língua falada pelos imigrantes. Este processo, do qual fez parte, culminou no reconhecimento do talian pelo Instituto do Patrimônio Histórico e Artístico Nacional como Referência Cultural Brasileira e Patrimônio Nacional Imaterial.
Manteve cursos do dialeto, foi um dos seus maiores pesquisadores e importante divulgador, de todos o mais entusiasta, segundo Silvino Santin, colaborador da revista Talian Brasil, participou do I Seminário Internacional Talian, e foi muitas vezes convidado a falar nos Encontros dos Radialistas Divulgadores do Talian no Rio Grande do Sul e Santa Catarina.
Segundo Alex Eberle, seu legado cultural foi reconhecido na Itália e no Brasil. Alessandro Scandale, escrevendo para o jornal italiano La Domenica di Vicenza, o chamou de "um dos maiores escritores em talian no Brasil meridional, com mais de 13 livros escritos, incluindo o importante dicionário talian-português". Por ocasião de sua morte, o Projeto Talian em parceria com o Programa de Pós-Graduação CTISM/UFSM agradeceram, em nome das futuras gerações, o seu legado "na preservação da história, cultura e pesquisa da língua vêneta e suas variantes".

## Obras
- Ghen'avemo fàto arquante... (1985)
- 'L mio paese 'lè cosi (1987)
- Ostregheta, semo drìo deventar vèci! (1989)
- Noantri semo taliani gràssie a Dio (1990)
- El nostro parlar e outras crônicas (1993)
- Talian (vêneto brasileiro): noções de gramática, história e cultura (1994)
- Talian (vêneto brasileiro) sem mestre (1997)
- Dissionàrio talian (veneto brasilian) — portoghese (2000)
- Culinária da imigração italiana (2002, 2ª ed. em 2005)
- Talian: gramática do vêneto brasileiro (2005)
- Dicionário português — talian (2010, 2ª ed. em 2015)
- Almanaque Talian: arquitetura, culinária, cultura, história, os imigrantes e a religião, provérbios, citações e curiosidades, histórias de antanho (2015)
- Coordenou o livro Adesso imparemo: abecedário talian, de Honório Tonial (1995)